# Política comparada

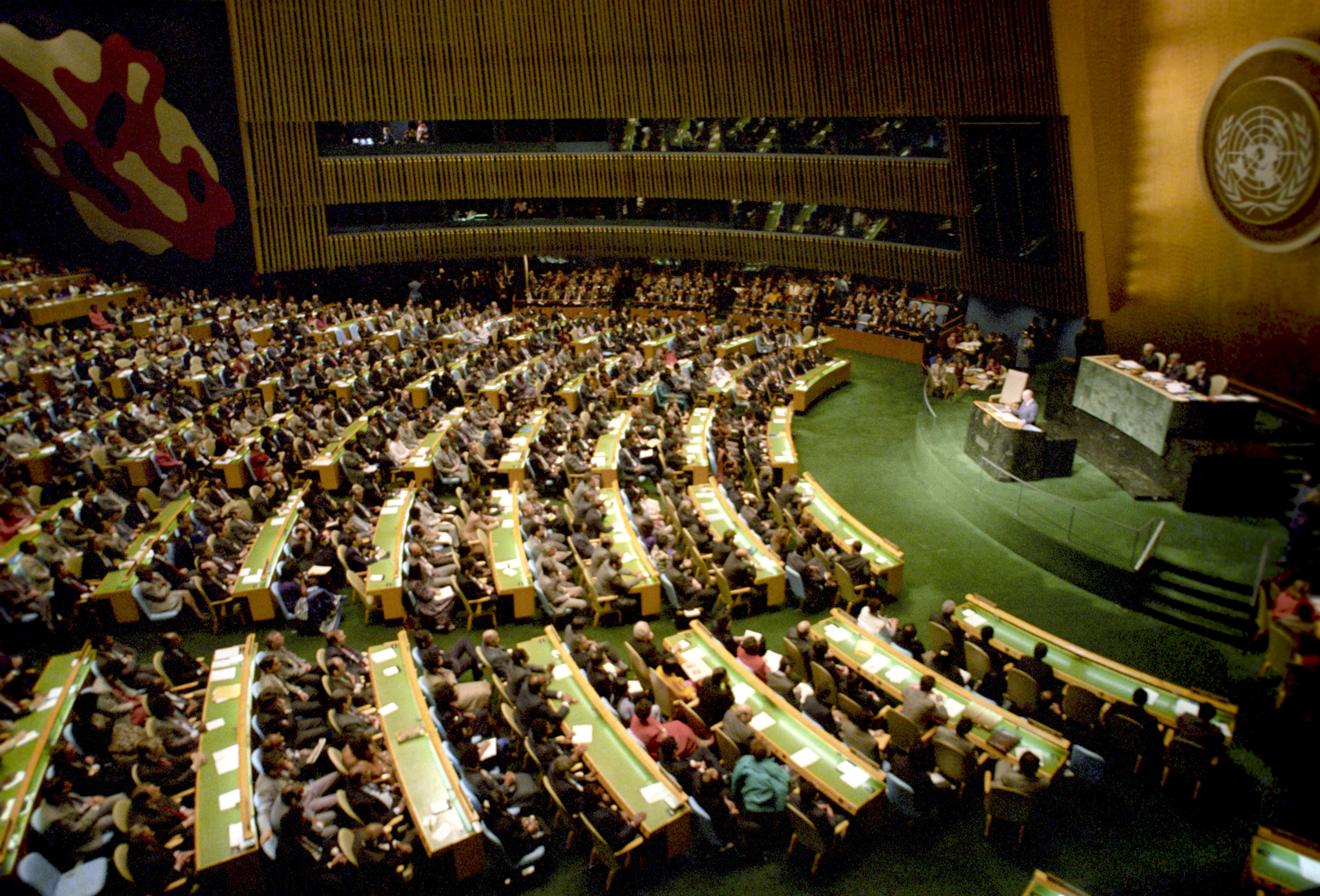
“Mikhail Gorbachev se dirige a la Asamblea General de las Naciones Unidas”. Diciembre de 1988. Mijail Gorbachov, Secretario General del Comité Central del Partido Comunista Soviético y Presidente del Presidium del Soviet Supremo de la URSS, se dirige a la Asamblea General de las Naciones Unidas durante su visita oficial a los Estados Unidos. El mural de la parte posterior izquierda es de Fernand Léger.

La política comparada es un subcampo de la ciencia política, caracterizada por una aproximación empírica basada en el método comparativo. De hecho, la política comparada no tiene un foco sustantivo en sí misma, sino más bien uno metodológico: se enfoca en el cómo, pero no especifica el qué del análisis. La política comparada no está definida por el objeto que estudia, sino más bien por el método que aplica al estudio de fenómenos políticos. Cuando se aplica a campos específicos de estudio, la política comparada puede tomar otros nombres, como por ejemplo gobierno comparativo (el estudio comparativo de formas de gobierno) o política exterior comparada (que compara la política exterior de diferentes estados para establecer conexiones empíricas generales entre las características del Estado y las características de su política exterior).

## El método comparativo
Junto con el método empírico, el método estadístico y el estudio de caso, el método comparativo es uno de los métodos científicos fundamentales que puede ser usado para probar la validez de proposiciones empíricas generales, esto es, para establecer relaciones empíricas entre dos o más variables mientras todas las otras variables se mantienen constantes. En particular, el método comparativo es generalmente usado cuando ni el método experimental ni el estadístico pueden ser empleados: por un lado, solo raramente pueden ser conducidos experimentos en ciencia política; por otra parte, el método estadístico implica la manipulación matemática de datos cuantitativos sobre un gran número de casos, mientras que la investigación política algunas veces debe ser conducida analizando el comportamiento de variables cualitativas en un pequeño número de casos. La aproximación de estudio de caso no puede ser considerada un método científico de acuerdo a la definición anterior; sin embargo, puede ser usado para ganar conocimiento sobre casos singulares, los mismos que pueden ser puestos en comparación de acuerdo al método comparativo.

## Estrategias comparativas[7]
Varias estrategias diferentes pueden ser usadas en la investigación comparativa.
- El método de semejanza de Mill: Consiste en comparar varios casos similares que solo difieren en la variable dependiente, asumiendo que esto hará más fácil encontrar aquellas variables independientes que explican la presencia o ausencia de la variable dependiente.

- El método de la diferencia de Mill: Consiste en comparar varios casos diferentes, todos los cuales tienen en común la misma variable dependiente, por lo que cualquier otra circunstancia que esté presente en todos los casos pueden ser considerada como la variable independiente.